# Plectocomiinae
Plectocomiinae, podtribus palmi (Arecaceae), dio tribusa Calameae.

## Rodovi
1. Myrialepis Becc.
2. Plectocomia Mart. & Blume
3. Plectocomiopsis Becc.